# Фловелла (Техас)
Фловелла (англ. Flowella) — переписна місцевість (CDP) в США, в окрузі Брукс штату Техас. Населення — 117 осіб (2020).

## Географія
Фловелла розташована за координатами 27°13′12″ пн. ш. 98°3′52″ зх. д. / 27.22000° пн. ш. 98.06444° зх. д. (27.219963, -98.064536).  За даними Бюро перепису населення США в 2010 році переписна місцевість мала площу 2,59 км², уся площа — суходіл.

## Демографія
Згідно з переписом 2010 року, у переписній місцевості мешкало 118 осіб у 47 домогосподарствах у складі 29 родин. Густота населення становила 46 осіб/км².  Було 54 помешкання (21/км²).
Расовий склад населення:
| - 82,2 % — білих - 17,8 % — осіб інших рас |

До двох чи більше рас належало 0,0 %. Частка іспаномовних становила 94,9 % від усіх жителів.
За віковим діапазоном населення розподілялося таким чином: 28,0 % — особи молодші 18 років, 59,3 % — особи у віці 18—64 років, 12,7 % — особи у віці 65 років та старші. Медіана віку мешканця становила 36,3 року. На 100 осіб жіночої статі у переписній місцевості припадало 118,5 чоловіків;  на 100 жінок у віці від 18 років та старших — 107,3 чоловіків також старших 18 років.
За межею бідності перебувало 34,8 % осіб, у тому числі 0,0 % дітей у віці до 18 років та 100,0 % осіб у віці 65 років та старших.
Цивільне працевлаштоване населення становило 19 осіб. Основні галузі зайнятості: освіта, охорона здоров'я та соціальна допомога — 100,0 %.